# Älgsjön (Högsby socken, Småland)
Älgsjön är en sjö i Högsby kommun i Småland och ingår i Emåns huvudavrinningsområde. Sjön är 11 meter djup, har en yta på 0,391 kvadratkilometer och befinner sig 92 meter över havet.

## Delavrinningsområde
Älgsjön ingår i det delavrinningsområde (634810-151832) som SMHI kallar för Utloppet av Granhultesjön. Medelhöjden är 112 meter över havet och ytan är 72,6 kvadratkilometer. Det finns inga avrinningsområden uppströms utan avrinningsområdet är högsta punkten. Lillån (Hammarsboån) som avvattnar avrinningsområdet har biflödesordning 2, vilket innebär att vattnet flödar genom totalt 2 vattendrag innan det når havet efter 37 kilometer. Avrinningsområdet består mestadels av skog (76 %) och jordbruk (11 %). Avrinningsområdet har 2,78 kvadratkilometer vattenytor vilket ger det en sjöprocent på 3,8 %. Bebyggelsen i området täcker en yta av 0,8 kvadratkilometer eller 1 % av avrinningsområdet.